# 푸록현
푸록현(베트남어: Huyện Phú Lộc / 縣富祿)은 베트남 북중부 지방 후에의 현이다.

## 지리
푸록현은 후에의 남동쪽에 위치하며, 지리적 위치는 다음과 같다.
- 동쪽은 동해와 국경을 접한다.
- 서쪽은 흐엉투이 시사와 접한다.
- 남쪽은 다낭시와 남동현과 접한다.
- 북쪽으로는 푸방현에 접한다.

이곳은 꽝찌-다낭 고속도로 공사가 진행 중인 지역이다.

## 행정 구역
푸록현은 2시진, 15사를 관할하고 있다.

### 시진
- 푸록 시진 (Phú Lộc / 富祿市鎭)
- 랑꼬 시진 (Lăng Cô / 陵姑市鎭)

### 사
- 장하이사 (Giang Hải / 江海社)
- 록봉사 (Lộc Bổn / 祿本社)
- 록안사 (Lộc An / 祿安社)
- 록빈사 (Lộc Bình / 祿平社)
- 록디엔사 (Lộc Điền / 祿田社)
- 록호아사 (Lộc Hòa / 祿和社)
- 록선사 (Lộc Sơn / 祿山社)
- 록투이사 (Lộc Thủy / 祿水社)
- 록띠엔사 (Lộc Tiến / 祿進社)
- 록찌사 (Lộc Trì / 祿池社)
- 록빈사 (Lộc Vĩnh / 祿永社)
- 빈히엔사 (Vinh Hiền / 榮賢社)
- 빈흥사 (Vinh Hưng / 榮興社)
- 빈미사 (Vinh Mỹ / 榮美社)
- 쑤언록사 (Xuân Lộc / 春祿社)